# Barney Oldfield's Race for a Life
Barney Oldfield's Race for a Life è un film muto del 1913 diretto da Mack Sennett. Barney Oldfield, il cui nome compare nel titolo, era un campione automobilistico.
È l'ultimo film che Helen Holmes gira con la compagnia di Sennett. Dopo questa pellicola, passa alla Kalem Company, una casa di produzione appena fondata, dove diventerà una star.

## Trama
Mabel viene perseguitata dal cattivo (munito di terrificanti baffi) che la lega sui binari del treno. Verrà salvata dall'intervento di un campione automobilistico.

## Produzione
Il film fu prodotto da Mack Sennett per la Keystone Film Company con il titolo di lavorazione Railroad Picture.

## Distribuzione
Distribuito dalla Mutual Film, il film uscì nelle sale cinematografiche USA il 2 giugno 1913. Copie del film sono conservate nella Blackhawk Films Collection del Film Preservation Associates (positivo 35 mm) e in collezioni private (positivi ridotti a 8 mm). Il film è stato masterizzato e distribuito in DVD nel 2002 dall'Image Entertainment, inserito nel cofanetto Slapstick Encyclopedia (1909-1929), con 1089 minuti di film.